# Claude Nicolas Ledoux

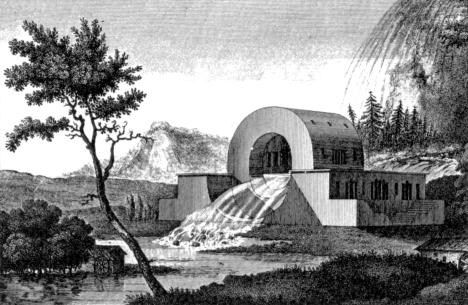
Projekt města Chaux z roku 1804: dům, kterým protéká řeka

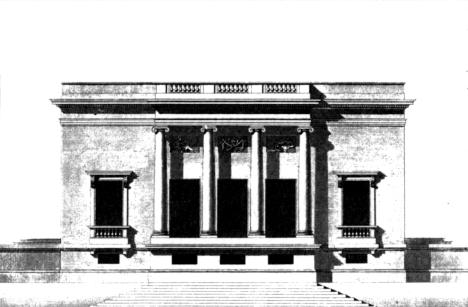
Pavilon Madame Du Barry, Louveciennes, 1770-1771

Claude Nicolas Ledoux (21. března 1736, Dormans - 18. listopadu 1806, Paříž) byl francouzský architekt, urbanista a teoretik, významný představitel francouzského klasicismu. Většina jeho návrhů se nerealizovala, na Ledouxovy současníky působily podivně. Jeho styl je tak někdy označován za vizionářský.

## Život
V mládí odešel do Paříže, kde se vyučil mědirytcem. Tohoto řemeslně-uměleckého vzdělání si velmi vážil a v budoucnu svým žákům radil, aby se nejprve stali malíři, chtějí-li být dobrými architekty. Po získání uměleckého vzdělání začal studovat architekturu u nejlepších učitelů své doby, především u Jacquesa-Françoise Blondeta.
V roce 1765 dostal své první zakázky, nejdříve restaurační a rekonstrukční práce. O něco později se stal oblíbeným architektem francouzské aristokracie, pro kterou zbudoval řadu paláců, městských vil a pavilonů. Pro Madame Du Barry, která ho podporovala, navrhl tři paláce v Paříži a ve Versailles, z nichž největší úspěch slavil pavilon v Louveciennes. Měl zákazníky i v řadách kléru a u městských správ, postavil například divadlo v Besançonu, které bylo otevřeno v roce 1784.
Od roku 1771 byl inspektorem solných dolů ve Franche-Comté a roku 1775 začal s výstavbou solivarského města Chaux. Roku 1784 dostal objednávku na pařížské celnice, kterou mu však roku 1789 odebrali. Jeho kariéru zhatila velká francouzská revoluce, byl považován za royalistu a v letech 1793-1795 byl kvůli stykům s dvorem a Madame Du Barry dokonce vězněn. Také mu nebyla vyplacena řada honorářů, na něž měl nárok. Byla mu omezena i publikační možnost: Od roku 1770 se zabýval přípravou rozměrného traktátu o architektuře, ze kterého mohl zveřejnit roce 1804 jen malou část. Na konci života tak dosti zahořkl.

## Tvorba

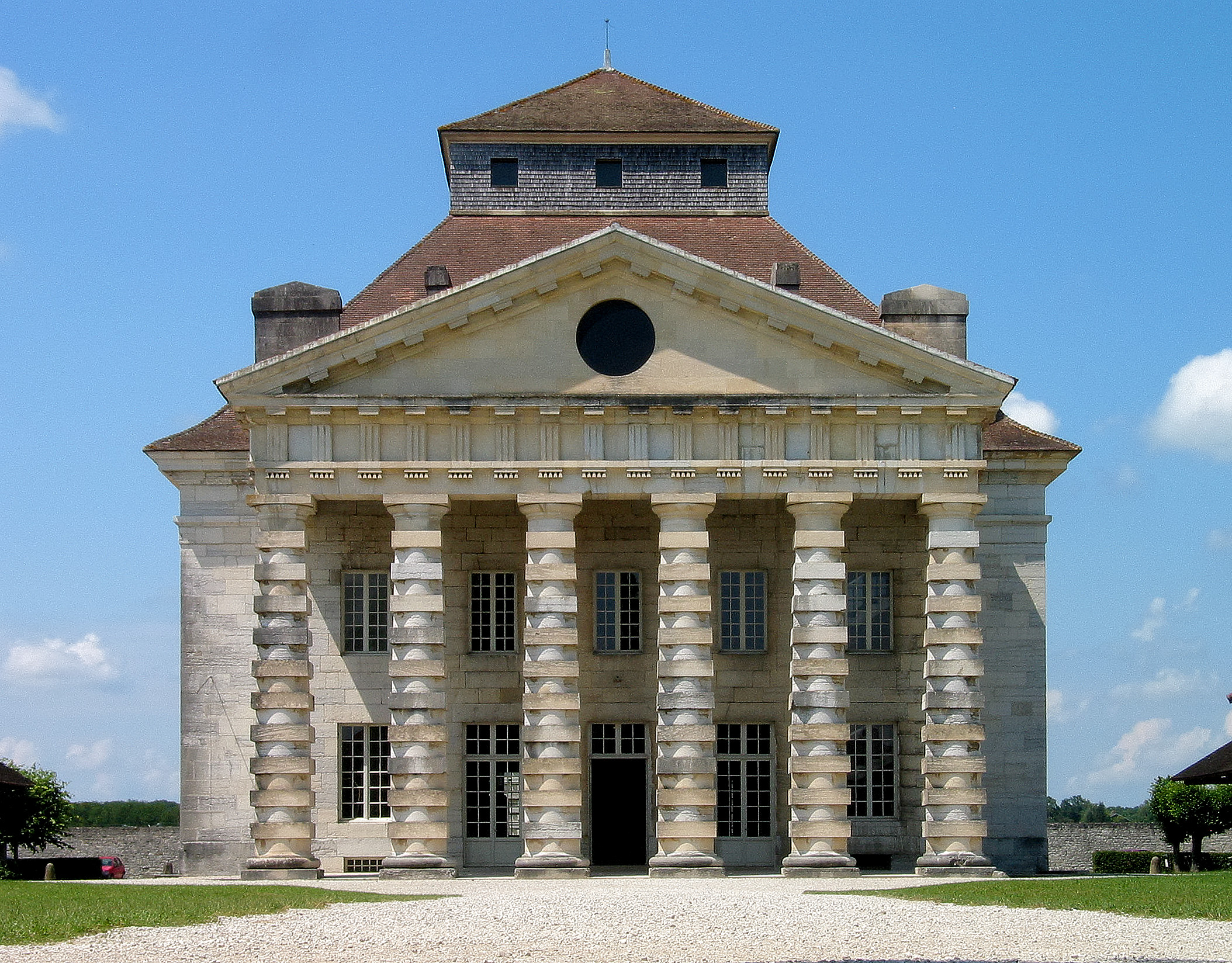
Královské solné doly v Arc-et-Senans

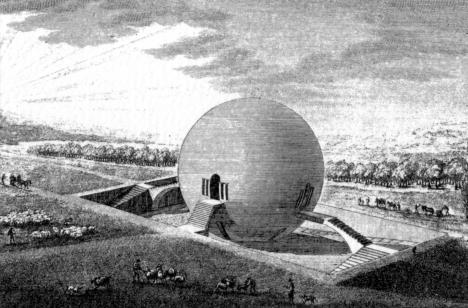
Dům polních strážců

V roce 1773 se Ledoux stal členem Královské stavební akademie a tím - jako všichni její členové - „královským architektem“. Jeho jmenování do funkce inspektora státních solivarů ve Franche-Comté ho přivedlo k zřejmě nejvýznamnějšímu dílu: k návrhu Královského solného dolu v Arc-et-Senams, který pojmenoval podle blízkého lesa Chaux. Mnoho energie vložil do projektu města Chaux, které mělo doly obklopovat. Naplánoval všechny budovy: tovární haly, správní budovy, komunální zařízení i domy pro dělníky. Ledoux vytvořil tři plány, které se dočkaly zavržení a výsměchu, co ho hluboce zranilo. Až čtvrtý plán Ludvík XV. schválil, ale i z něj byly realizovány pouze budovy solivaru.
Plán počítal s městem ve tvaru elipsy odpovídající dráze Slunce. V jeho středu měl stát „Ředitelův dům“. Kolem velkého, stromy lemovaného náměstí, jsou seřazeny domy dělníků. Do té doby nebylo zvykem, aby se architekt zabýval návrhem dělnických domů, šlo vždy jen o velké reprezentativní úkoly. Je zřejmé, jak byl Ledoux zasažen myšlenkovými proudy předrevoluční doby. Jeho záměrem bylo vybudovat domy dělníků tak, aby sloužily jejich zdraví a byly pohodlné. Ke každému domu patřila ovocná a zeleninová zahrada, tím Ledoux anticipoval myšlenku zahradních měst. Některé návrhy však budí překvapení dodnes. Domy ve městě totiž měly tvary různých geometrických těles, jejichž forma měla být symbolická. Tak například dům výrobce obručí se skládal ze dvou válců, které se překrývají v pravém úhlu. Domem říčních inspektorů zase měla protékat řeka. Hřbitov měl být velkou dutou koulí, z poloviny zapuštěnou do země. Dům polních strážců měl být kulatý (symbol univerza a nejdokonalejšího tělesa), na nákresech vypadá jako kosmické těleso, které zde přistálo, je bez oken a dá se do ní vejít po přistavených rampách ze čtyř stran přes otvory. Řez budovou zvláště názorně ukazuje, že se zde jakákoliv funkční úvaha o obyvatelnosti obětovala symbolice. Ledoux tomu říkal architecture parlante. Někdy se též hovoří o redukci architektury na geometrii.
Solnice byla v provozu až do konce 19. století. V roce 1926, již částečně zpustlá, se stala chráněnou památkou.

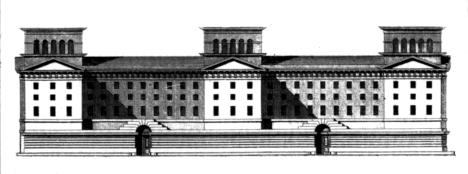
Ferme générale

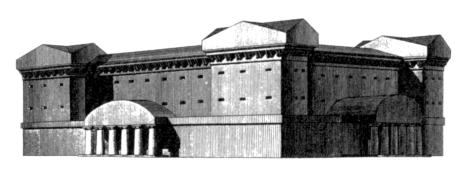
Vězení v Aix-enProvence

V roce 1784 získal Ledoux svou největší zakázku: Ferme générale měla v úmyslu vybudovat celnice na všech cestách vedoucích do Paříže, aby znemožnila pašování především zemědělských produktů - vína, masa, dřeva a podobně. Těchto téměř 60 celnic se spojovacími zdmi kolem Paříže měla být novodobou pevností. Ledoux zvolil kubickou architekturu, v jejímž stylu je cosi přísného až hrozivého. U Pařížanů se celnice, které vytvořily jakýsi prstenec kolem Paříže, staly vrcholně neoblíbenými. Protože náklady na stavbu se městské správě zdály zbytečně vysoké, v roce 1789 Ledouxovi zakázku odebrala. Brzy na to vypukla revoluce a většina neoblíbených budov byla zničena. Dnes už existují jen tři, jejich původní stav je však téměř nerozeznatelný.
Také Ledouxův poslední velký projekt, plán guvernérského paláce, soudní budovy a vězení v Aix-en-Provence, se nedočkal realizace kvůli revolučním událostem. Tím skončila i jeho stavitelská činnost.

## Teoretické dílo
Po skončení stavitelské činnosti v roce 1789 se věnoval pouze svému teoretickému dílu. Z díla koncipovaného na pět svazků, které mělo obsahovat i univerzální dějiny architektury, realizoval pouze zlomek. Podařilo se mu však stejně zveřejnit jen jeden svazek, který vyšel v roce 1804, dva roky před jeho smrtí. V roce 1847 vyšel druhý svazek, obsahující návrhy vytvořeny jako mědirytiny.
Ledoux neměl v úmyslu sepsat logicky vystavěné vědecké pojednání, spíše vytvořil jakousi koláž myšlenek, pocitů a zásadních výpovědí o roli architektury a architekta v nově se rýsujícím společenském řádu. Titul knihy odráží jeho krédo a uvádí architekturu do zcela nových souvislostí. Teoretický úvod je relativně krátký, největší část zabírá popis jeho staveb a návrhy na 125 mědirytinách s podrobnými komentáři. Dílo, které podepsal jako Le Doux, věnoval carovi Alexandrovi I. a skutečně mělo velký vliv na ruskou architekturu 19. století. Ledouxův traktát se čte těžko, psaný je pateticko-rozvláčnym stylem, jeho smysl je často nejasný.
Úvod k dílu obsahuje principielní výroky o architektuře. Jeho programem je architektura, která odráží sociální řád (dům chudého člověka svým skromným vzezřením povyšuje nádheru paláce boháče).